# تمیم المهیزع
تمیم محمد عیسی المهیزع (زادهٔ ۲۱ ژوئیهٔ ۱۹۹۶) یک بازیکن فوتبال اهل قطر است.

## تیم ملی
وی همچنین در تیم‌های ملی فوتبال زیر ۲۰ سال قطر زیر ۲۳ سال قطر بازی کرده است.